# Corps Frankonia-Prag zu Saarbrücken
Das Corps Frankonia Prag zu Saarbrücken ist eine seit 1861 bestehende pflichtschlagende Studentenverbindung in Saarbrücken. Das Corps Frankonia ist dem Toleranzprinzip verpflichtet und enthält sich jeglicher politischer Stellungnahme. Es gibt kein Aufnahmekriterium in Bezug auf Glauben, Nationalität oder politischer Anschauung. Als Studentenverbindung ist das Corps Frankonia Prag ein lebenslanger akademischer Freundschaftsbund auf demokratischer Grundlage.

## Couleur
Die Corpsburschen der Frankonia tragen die Farben blutrot-weiß-gelb auf goldener Perkussion, die Füchse ein blutrot-gelbes Band. Die Studentenmütze ist dunkelrot. 
Der Wahlspruch des Corps lautet: Ehre, Freiheit, Biedersinn!

## Geschichte
Das Corps Frankonia Prag wurde am 1. März 1861 als Landsmannschaft Polytechnia an der Deutschen Technischen Hochschule zu Prag gestiftet. Die Farben waren zuerst blutrot-silber-gelb mit schwarzen Mützen. Die Stifter waren vorher Mitglieder der schwarzen Vereinigung Bierherzogtum Lichtenhain (gegr. 1859). Diese Vorverbindung war nach der 1848er Revolution die erste behördlich geduldete studentische Korporation. Aus der Lichtenhain gingen auch die späteren Verbindungen Rugia, Moldavia I, Austria (heute Corps), Albia und Carolina (beide sp. Burschenschaften) hervor. Dies war möglich, nachdem die kaiserlich-österreichische Aufsichtsbehörde das Verbot studentischer Verbindungen im Jahre 1860 aufgehoben hatte.
Am 3. März 1862 erfolgten die Umbenennung in Corps Frankonia und der Wechsel zu den heute geltenden Farben blutrot-weiß-gelb auf goldener Perkussion mit dunkelroten Mützen. Im Sommersemester wurden zudem erst dunkelrote und später weiße Stürmer getragen. Rot-weiß sind die Farben des Kronlandes Böhmen und des Frankenlandes; rot-gelb sind die Stadtfarben von Prag.

### Technischer SC

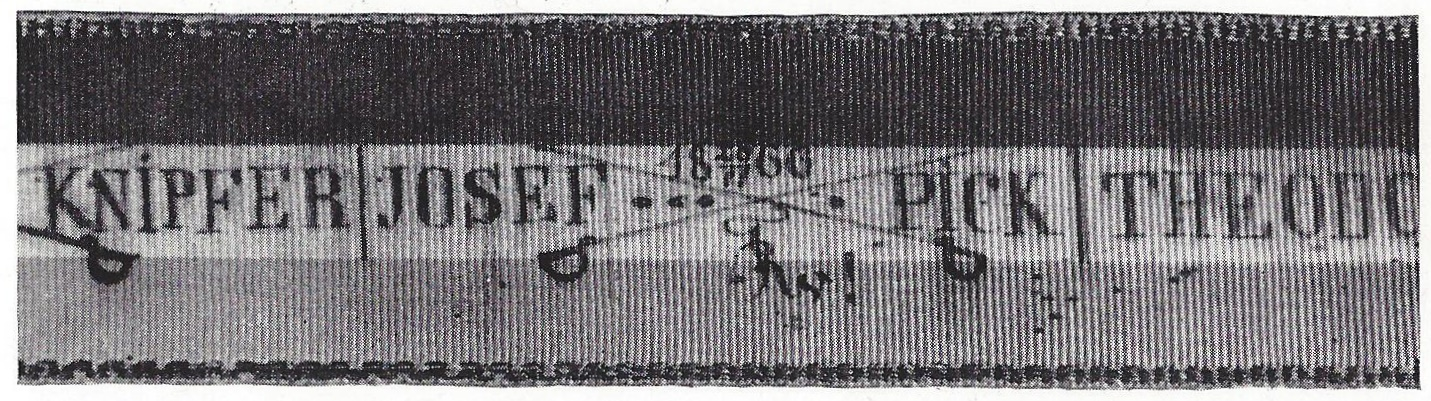
Mensurband der Frankonia Prag

In den 1860er Jahren wurde von Frankonia ein technischer Senioren-Convent gebildet, dem sich noch die Prager Corps Suevia und Constantia anschlossen. Daneben gab es den akademischen SC mit den Corps Austria, Rugia, Cheruscia und Moldavia I. Diese Trennung wurde 1880 aufgehoben, als die Technische Hochschule den gleichen Rang wie die Universität einnahm. Allerdings waren in der Zeit lediglich die Corps Austria und Suevia von Bestand.
Die Mensur wurde bis 1877 auf Prager Comment gefochten, d. h. mit einer Prager Plempe, einem Säbelkorb mit gerader Klinge; danach wurde die Waffe vom heute noch gültigen Korbschläger abgelöst. Der Reporter Egon Erwin Kisch berichtete über das Prager Mensurwesen (Aus Prager Gassen und Nächten).

### Österreich
Das Corps Frankonia beeinflusste die Entwicklung des Corpsstudententums an den Hochschulen in Brünn, Graz, Innsbruck und Wien. So wurde Ende der 1870er Jahre erstmals ein Zusammenschluss aller Corps der Donaumonarchie in einem gemeinsamen Dachverband, dem Melker Seniorenconvent, möglich. Vorübergehende freundschaftliche Beziehungen wurden vor allem zu den Wiener Corps Cimbria und Alemannia, zu Joannea Graz und Marchia Brünn geknüpft. Es bestanden darüber hinaus Beziehungen zu WSC-Corps in Freiberg, Dresden und München. Das Freundschaftsverhältnis mit Germania München (1874–1878) wurde durch die langjährige Suspension Frankonias und den Anschluss des wiedererstandenen Corps an den KSCV beendet.
1878 suspendierte Frankonia aus Nachwuchsmangel, weil alle Aktiven zum österreichischen Okkupationsfeldzug in Bosnien einberufen worden waren. Eine Rekonstitution gelang 1879; aber schon ein Jahr später musste der aktive Betrieb wieder eingestellt werden. Der SC zu Prag verlor in den Folgejahren zunehmend an Bedeutung, nachdem einige Corps suspendiert oder das Corpsprinzip aufgegeben hatten. Dagegen kam es durch die Deutschnationale Bewegung zu einem Zuwachs der Burschenschaften, während das Prager und das österreichische Corpsstudententum an Bedeutung verlor. Unter dem Druck des Böhmischen Sprachenkonflikts bevorzugten deutsche Studenten die betont national ausgerichteten Verbindungen. 1897 bot sich die Gelegenheit, das Corps mit Hilfe einer Tafelrunde böhmischer Studenten in Wien wieder aufzutun; dieser Plan wurde aber dann verworfen. Allerdings unterstützten die Alten Herren die nur kurzlebigen Prager Corps Gothia und Palaio-Austria.

### Tschechoslowakei
Dem Ersten Weltkrieg folgten der Zusammenbruch von Österreich-Ungarn und die Gründung der Tschechoslowakei. 1921 gelang die Rekonstitution als freies Corps Frankonia und es wurde ein Paukverhältnis mit dem Corps Suevia und der Landsmannschaft Hercynia abgeschlossen. Da inzwischen fast alle Corps der ehemaligen Donaumonarchie (bis auf die Czernowitzer Corps) dem Kösener Senioren-Convents-Verband beigetreten waren, wurde ein Beitritt zu diesem Dachverband angestrebt. Im November 1922 wurde das Corps Frankonia in den Prager SC und damit in den KSCV aufgenommen. Zu den Gründungsphilistern gehörte Erich Granaß, Wilhelm Hoffmann und Werner Sporleder. Mit Suevia Prag bildete sie den Prager SC. Bei ihrem „unmöglichen“ Namen hatte Austria bereits 1919 über Innsbruck nach Frankfurt am Main verlegt.
Die meisten Mitglieder Frankonias stammten aus dem Sudetenland, den deutschsprachigen Gebieten in Böhmen, Mähren und Österreichisch-Schlesien. Viele kamen aber auch aus dem Deutschen Reich zum Studium an die deutsche Karls-Universität und die Deutsche Technische Hochschule Prag. In den ersten Jahren wurde das Corps dabei von der Wassersportlichen Vereinigung Alter Corpsstudenten und dem Corps Frankonia Brünn unterstützt. Mit Frankonia bestand bis 1970 ein Freundschaftsverhältnis.

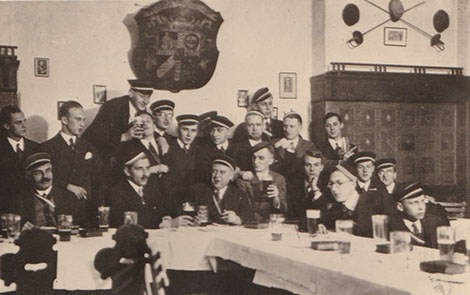
Kneipe mit AH Strobl (1930)

Wie die anderen Prager Verbindungen hatte Frankonia kein eigenes Haus; es wäre von den Tschechen gestürmt worden. Sie hatte ihr Corpsheim – die Bude – im Gasthaus „Beim Schmejkal“ angemietet. Es lag in Weinberge, Kronenstraße 28. Die meiste Zeit war das Goldene Kreuzl in der Nekazanka ul. die Heimat des Corps. Die tschechoslowakische Polizei genehmigte die Austragung der studentischen Mensuren; allerdings musste stets ein Gendarm anwesend sein. Das Tragen der Couleur in der Öffentlichkeit war selten möglich. Die Situation in der Tschechoslowakei war auch nach 1918 durch den Nationalitätenkonflikt geprägt. Die Deutschen stellten in dem jungen Staat 26 % der Bevölkerung und wurden von staatlicher Seite benachteiligt. So kam es auf akademischem Boden im Herbst 1918, noch vor Gründung der Tschechoslowakei, zum Insignienstreit. Nachdem das Corps mit Suevia Prag, Marchia Brünn und Frankonia Brünn im Oktober 1933 aus dem KSCV ausgetreten war, gehörte es 1934 zu den vier Gründern des Prager Senioren-Convents-Verbandes. Alle vier Corps suspendierten – dreieinhalb Jahre nach den reichsdeutschen – erst im März 1939, als die Wehrmacht die Tschecho-Slowakische Republik besetzte.

### Neuanfang nach dem Zweiten Weltkrieg
Nach Kriegsende wurden die deutschen Hochschulen in Prag durch den tschechoslowakischen Staat aufgelöst. Dies ging mit der Vertreibung von über drei Millionen Deutschen einher. 1954 rekonstituierte das Corps an der Universität des Saarlandes. Seither besteht es kontinuierlich. 1968 konnte ein neues Corpshaus in Saarbrücken erworben werden, das neben Gesellschaftsräumen auch Studentenwohnungen bietet. Frankonia war 1982 präsidierendes Vorortcorps im Kösener Senioren-Convents-Verband und stellte den Vorsitzenden des oKC. Das Corps Frankonia Prag setzt sich zurzeit aus ca. 15 Corpsburschen und Inaktiven sowie 100 Alten Herren zusammen. Offizielle Freundschaftsverhältnisse bestehen zum Corps Erz und zum Corps Marchia Brünn zu Trier. Das Corps Frankonia Prag betrachtet sich keinem der Kösener Kreise zugehörig.

## Mitglieder
- Klaus-Dieter Becker (* 1935), Mathematiker und Physiker in Saarbrücken
- Friedrich Boedecker (1883–1977), Chemiker, Industriemanager
- Albert Bovenschen (1864–1939), Journalist
- Alois von Brinz (1820–1887), Mitglied zum Reichsrat Österreichs
- Robert von Förster (1913–1984), Botschafter
- Erich Granaß (1877–1958), Rechtsanwalt, Notar und Stadtverordneter in Berlin
- Hans-Albrecht Herzner (1907–1942), Abwehroffizier
- Wilhelm Hoffmann (1872–1945), Sanitätsoffizier, Hygieniker und Medizinalbeamter
- Henning Hoffsten (1942–2010), Oberstudienrat, Schauspieler
- Hans Köhler (1842–1880), Bassist an der Dresdner Hofoper
- Julius von Lautz (1903–1980), Innen- und Justizminister des Saarlandes
- Fritz Mussehl (1885–1965), Staatssekretär im Reichsministerium für Ernährung und Landwirtschaft, Vizepräsident des Rechnungshofs des Deutschen Reiches
- Erwin Plöckinger (1914–1994), Montaningenieur, Präsident der Österreichischen Akademie der Wissenschaften
- Werner Ranz (1893–1970), Rechtsanwalt und Notar, VAC-Vorsitzender
- Oskar Scheunemann (1890–1972), Studentenhistoriker[3]
- Adolf Siegl (1908–1999), Chemiker, Studentenhistoriker Prags
- Werner Sporleder (1876–1943), Verwaltungsjurist
- Karl Hans Strobl (1877–1946), Schriftsteller
- Johannes Thome (* 1967), Psychiater
- Franz Weißermel (1862–1940), Verwaltungsjurist, MdHdA, Mitglied des Landtags des Freistaats Preußen
- Eugen Hordliczka (1857–1912), Oberst i. G., Chef des Evidenzbüros
- Johann von Koch (1850–1915), Rektor der Technischen Hochschule Riga, kaiserlich-russischer Staatsrat